# もうどうなってもいいや
『もうどうなってもいいや』（英: I don't care）は、日本のバーチャルYouTuber、バーチャルアイドル・星街すいせいの楽曲。通算20作目の配信限定シングルとして2025年4月10日に配信された。発売元は所属事務所ホロライブプロダクションを運営するcover corp.。本配信に先駆け、2月2日には『もうどうなってもいいや - Movie edition - 』として劇中で使用されているショートバージョンが配信された。

## 背景・リリース
前作『Orbital Period』から約2か月ぶりのリリース。本楽曲は『機動戦士Gundam GQuuuuuuX』（以下『GQuuuuuuX』）の劇場先行版の挿入歌、テレビアニメ版のエンディングテーマとして書き下ろされた。星街にとって映画挿入歌やテレビアニメのEDテーマを担当するのは初であった。
作詞はシンガーソングライターで作詞・作曲家の辻村有記が、作曲は辻村と音楽プロデューサーで作曲・編曲家の板井直樹が共同で担当している。
1月17日に『GQuuuuuuX -Beginning-』の挿入歌を担当していることが発表された。このことは劇場公開の当日に明かされたため、作品を劇場で視聴したファンが驚きをネット上に投稿していた。また、作品を特別試写会で視聴していた自身の所属事務所であるホロライブプロダクションに同じく所属するタレントの博衣こよりも驚きをXに投稿していた。
2月2日には先述の通り『もうどうなってもいいや - Movie edition - 』として、劇中で使用されている89秒の音源が配信された。配信ジャケットには『GQuuuuuuX -Beginning-』のキービジュアルが使用されている。
3月23日にテレビアニメ『GQuuuuuuX』のエンディングテーマを担当することが発表された。4月8日深夜（実際は4月9日の0時29分）より放送がスタートし、放送終了直後に本楽曲を使用したエンディングアニメーションの映像が公開された。
4月10日より楽曲のフルバージョンの配信が各種ストリーミング・ダウンロードサービスにてスタート。詳細は後述するが、オリコンチャートの週間デジタルシングルランキングでは初登場で自身初の1位を獲得。配信ジャケットは『GQuuuuuuX』のエンディング映像のワンシーンが使用されている。また同日、星街自身の公式YouTubeチャンネルにてミュージックビデオが公開された。監督は高橋一生が務めている。

## チャート成績
| チャート（2025年）                 | 最高 順位 |
| ---------------------------------- | --------- |
| Billboard Japan Hot 100            | 29        |
| Billboard Japan Download Songs     | 1         |
| Billboard Japan Streaming Songs    | 83        |
| Billboard Japan Hot Animation      | 8         |
| Billboard Japan Hot Shot Songs     | 3         |
| オリコン合算シングルランキング     | 45        |
| オリコンデジタルシングルランキング | 1         |

| デイリーチャート（2025年）            | 最高 順位 |
| ------------------------------------- | --------- |
| iTunes Store トップソングランキング   | 1         |
| レコチョク シングルランキング         | 1         |
| レコチョク ハイレゾシングルランキング | 1         |

| ウィークリーチャート（2025年） | 最高 順位 |
| ------------------------------ | --------- |
| レコチョク シングルランキング  | 3         |
| mora アニソン単曲ランキング    | 1         |
| OTOTOY シングルランキング      | 1         |

| デイリーチャート（2025年）            | 最高 順位 |
| ------------------------------------- | --------- |
| iTunes Store トップソングランキング   | 1         |
| レコチョク シングルランキング         | 2         |
| レコチョク ハイレゾシングルランキング | 2         |

## 評価
- レコチョクのSNS担当者は「タイトルのネガティブなイメージと反して、少しの勇気や後押しをもらえるような1曲」と評価した[22]。
- UtaTenのライターは歌詞を考察しつつ「疾走感のあるサウンドとクールな歌声に引き込まれる」とし、「大人になりきれないもどかしさや葛藤を抱えながらも懸命に生きる少女の想いが感じられる楽曲」と評した[28]。
- 星街自身は「大人になりきれない気持ちを歌った疾走感あふれるデジタルダンスサウンド」と評価している[4][29]。

## 収録曲
| #  | タイトル                   | 作詞     | 作曲               | 編曲     | 時間 |
| -- | -------------------------- | -------- | ------------------ | -------- | ---- |
| 1. | 「もうどうなってもいいや」 | 辻村有記 | 辻村有記、板井直樹 | 板井直樹 | 3:23 |

| #  | タイトル                                     | 作詞     | 作曲               | 編曲     | 時間 |
| -- | -------------------------------------------- | -------- | ------------------ | -------- | ---- |
| 1. | 「もうどうなってもいいや - Movie Edition -」 | 辻村有記 | 辻村有記、板井直樹 | 板井直樹 | 1:31 |

## 参加ミュージシャン
- 星街すいせい：ボーカル
- 板井直樹：ギター、プログラミング、サウンドプロデュース
- 辻村有記：プログラミング
- 渡辺裕太：ギター
- 西村奈央：ピアノ、キーボード
- NNZN：ミキシング

## タイアップ
- 映画『機動戦士Gundam GQuuuuuuX -Beginning- 』挿入歌
- テレビアニメ『機動戦士Gundam GQuuuuuuX』エンディングテーマ